# Chiesa di San Francesco a Ripa
La chiesa di San Francesco a Ripa è un luogo di culto cattolico del centro storico di Roma, situato nel rione Trastevere in piazza di San Francesco d'Assisi; è sede di parrocchia retta dall'Ordine dei frati minori.
La chiesa deve la sua denominazione alla vicinanza con il soppresso porto di Ripa Grande, affacciato sul Tevere fino al XIX secolo; su di essa insiste l'omonimo titolo cardinalizio, istituito nel 1960.

## Storia
L'attuale complesso sorge nel medesimo luogo di un antico ospedale e ospizio per la cura e l'accoglienza dei poveri dedicato a San Biagio ed edificato nel X secolo; esso dipendeva dal vicino monastero benedettino cluniacense dei Santi Cosma e Damiano e, grazie all'interessamento di Giacoma de Settesoli, vi trovò alloggio anche Francesco d'Assisi durante le sue visite al papa tra il 1209 e il 1223. La stessa Giacoma, insieme a Pandolfo II degli Anguillara, fu la promotrice di un restauro dell'intero complesso donato all'Ordine dei frati minori nel 1229, che presto divenne il fulcro della devozione francescana nella città di Roma.
Nel secondo quarto del XVI secolo venne ipotizzato un rifacimento della chiesa, e il progetto (non realizzato probabilmente perché troppo fastoso) affidato a Baldassarre Peruzzi; soltanto nel 1603 iniziarono i lavori di rifacimento della chiesa medioevale nell'area del coro, su progetto di Onorio Longhi; lo stesso architetto avrebbe ristrutturato anche il transetto e le navate. A partire dal 1681, grazie anche ai finanziamenti del cardinale Lazzaro Pallavicino morto nel 1680 e sepolto nella chiesa stessa, l'edificio fu oggetto di un radicale intervento di restauro che comportò la demolizione e ricostruzione dell'aula, su progetto di Mattia de Rossi; i lavori si conclusero nel 1701 e il 2 ottobre dello stesso anno la chiesa venne consacrata dal cardinale Sperello Sperelli; per tutto il XVIII secolo vennero eseguiti interventi minori. Durante l'occupazione francese, numerose opere d'arte vennero spedite in Francia come spoliazioni napoleoniche, e la maggior parte di queste non fece più ritorno. Secondo il catalogo pubblicato nel Bulletin de la Société de l'art français del 1936, l'opera e che vi era conservata fino a prima del periodo napoleonico e che non venne restituita è la Pietà con san Francesco e Maria Maddalena di Annibale Carracci, oggi al Louvre.

## Descrizione

### Esterno
La facciata, opera di Mattia de Rossi, dà su una piazza al centro della quale si trova un monumento di modeste dimensioni eretto nel 1847 da papa Pio IX e costituito da una colonna ionica scanalata sormontata da una croce in ferro battuto. Il prospetto settecentesco è a salienti e ha un maggiore sviluppo orizzontale rispetto a quello dell'aula; la parete è movimentata da due ordini di lesene e da alti cornicioni ed è caratterizzata dalle due volute poste a coronamento delle navate laterali e dal timpano semicircolare di quella maggiore. Non è più presente il campanile medioevale, sostituito da uno a vela a un fornice, edificato nel 1734 da Giuseppe Sardi e posto al di sopra del transetto di destra.

### Interno

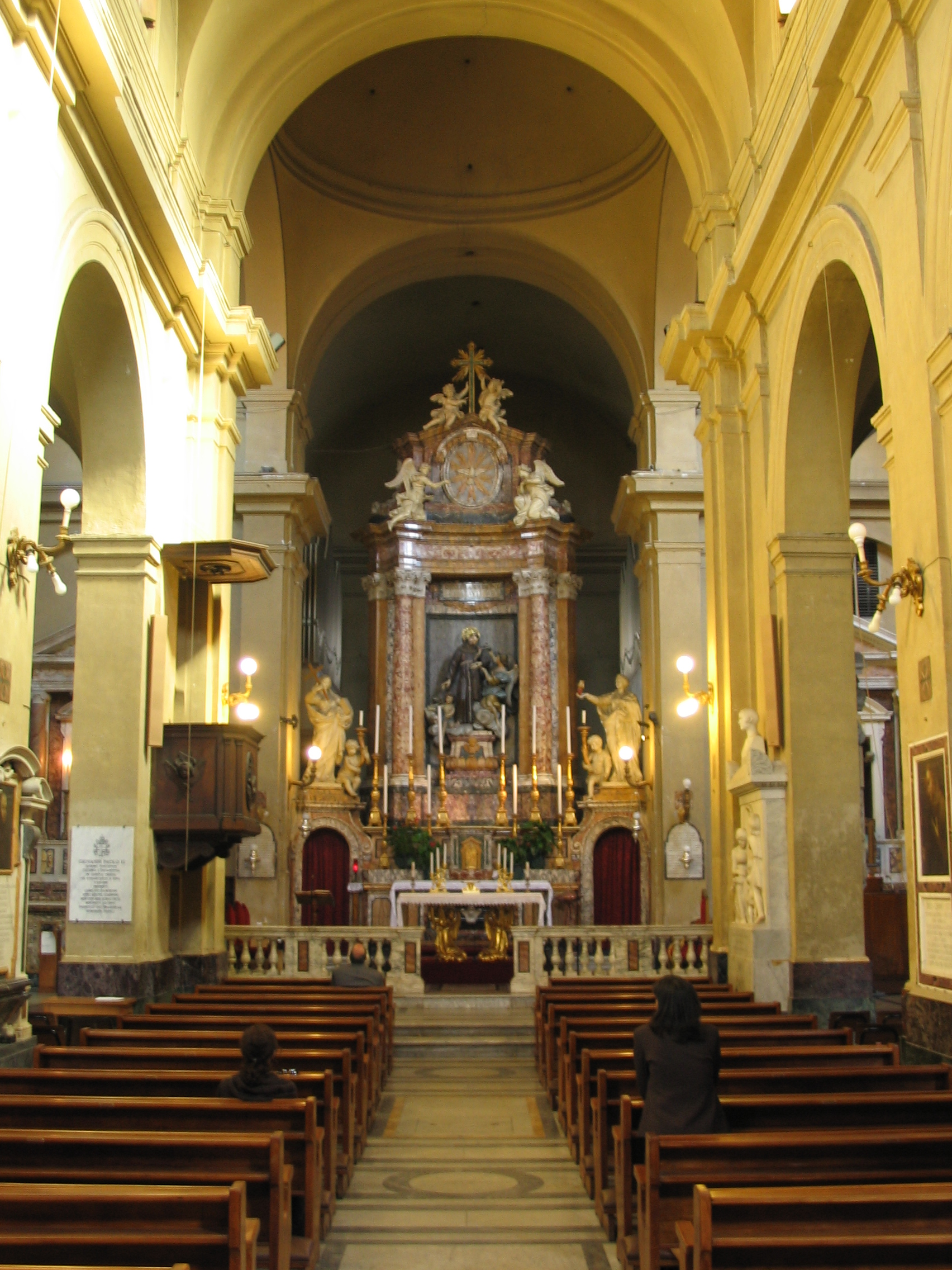
Interno

Internamente, la chiesa presenta una struttura a croce latina con transetto non sporgente, profondo coro con terminazione piatta ed aula suddivisa da arcate a tutto sesto in tre navate di tre campate ciascuna, coperte con volta a crociera, lungo le quali si aprono numerose cappelle laterali.
Al di sopra della crociera vi è una semplice cupola priva di tamburo e lanterna, non visibile dall'esterno. Al di sotto dell'arco absidale trova luogo l'altare maggiore barocco in marmi policromi, consacrato nel 1764, al centro della cui ancona è situata una statua lignea policroma di San Francesco anteriore al 1588 e attribuibile a fra Diego da Careri. Lungo le pareti laterali del coro, si trova in due corpi l'organo a canne, costruito dalla ditta organaria tedesca Walcker nel 1926 e originariamente situato in controfacciata; lo strumento venne restaurato e ricollocato nell'attuale posizione nel 1956 dalla ditta Mascioni. Dispone di 23 registri su due manuali e pedale, ed è a trasmissione elettrica.
Nella parete di fondo del braccio di destra del transetto, si apre la cappella dedicata ai santi Pietro d'Alcántara e Pasquale Baylón, patronato della famiglia Pallavicini Rospigliosi, la cui fastosa decorazione in marmi policromi venne realizzata su progetto di Nicola Michetti e Ludovico Rusconi Sassi tra il 1710 e il 1725; del primo (con statue di Giuseppe Mazzuoli) è il monumento funebre di Stefano e Lazzaro Pallavicini (1713, sulla parete di sinistra), come anche quello di Maria Camilla e Giovanbattista Pallavicini (1714-1719, sulla parete di destra), mentre gli stucchi della volta sono attribuiti a Tommaso o Giuseppe Chiari, quest'ultimo autore della pala dell'altare raffigurante i santi titolari della cappella.

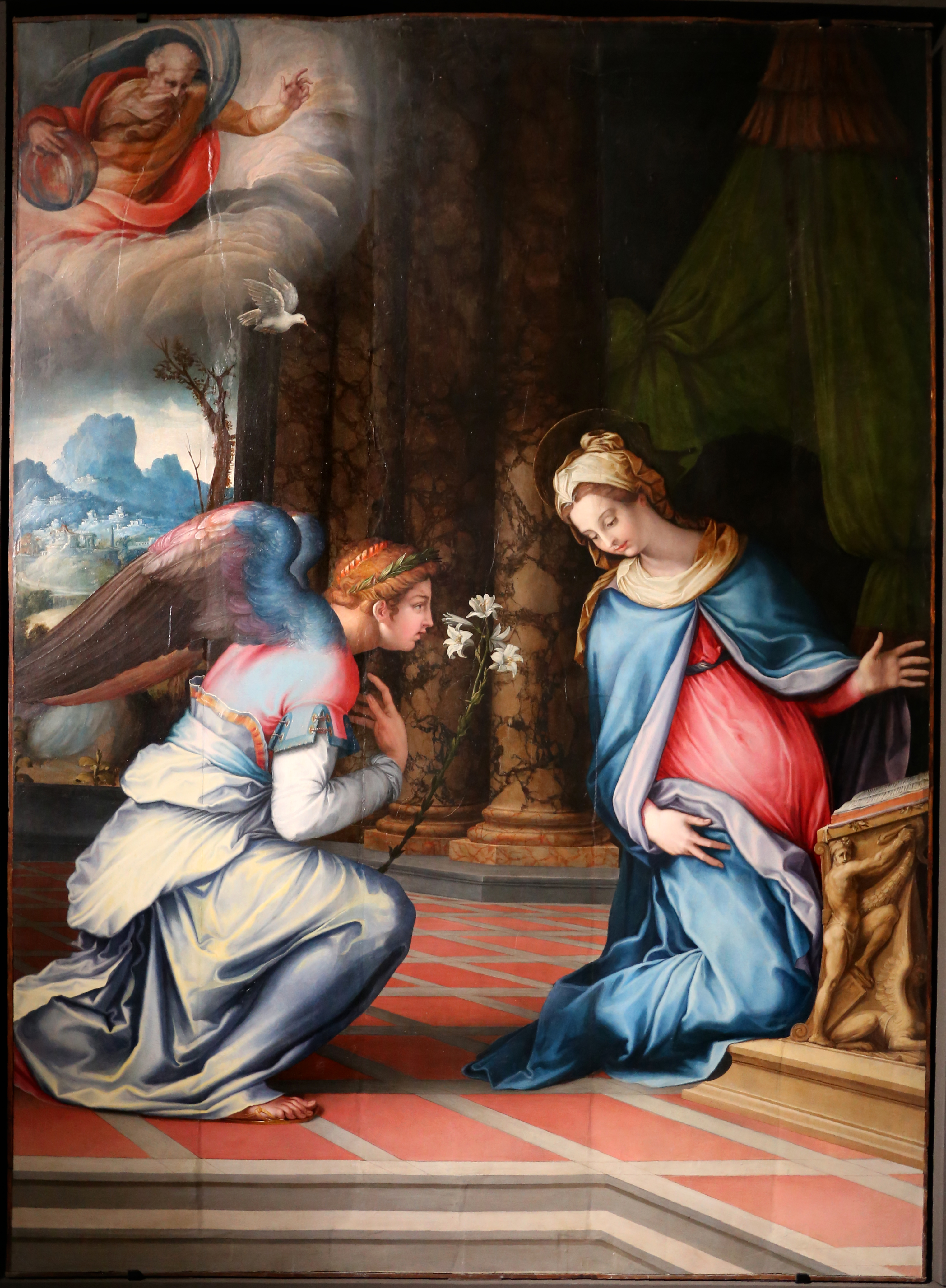
Francesco Salviati, Annunciazione, 1534 ca.

Sopra l'altare della cappella Paluzzi Albertoni (che si apre nella parete di fondo del transetto sinistro), vi è la Beata Ludovica Albertoni, scolpita da Gian Lorenzo Bernini per il cardinale Paluzzi (nipote di papa Clemente X) tra il 1671 e il 1675. La statua, vero esempio di trasporto mistico-carnale e di estasi barocca, è collocata su uno spettacolare drappo in diaspro sopra la mensa dell'altare della cappella; la parete di fondo, sempre secondo i suggerimenti di Gian Lorenzo Bernini, è stata scenograficamente arretrata per permettere alla luce di penetrare nell'ambiente da due finestre laterali nascoste, creando un effetto quasi soprannaturale, proprio come nell'Estasi di Santa Teresa della chiesa di Santa Maria della Vittoria. La pala della cappella, inquadrata da teste di cherubini in stucco che ribadiscono il sentore di apparizione mistica che pervade tutto il sacello, è del Baciccio e raffigura la Madonna col Bambino e Sant'Anna (1675 circa).
Sulla parete di sinistra della cappella Mattei (terza di sinistra) vi è il Monumento funebre di Laura Frangipani, con busto della defunta opera di Andrea Bolgi del 1637. 
Nella seconda cappella sinistra si trova, all'altare, la tavola con l'Annunciazione, dipinta da Francesco Salviati nel 1534 circa probabilmente per la fiorentina Bernardina de' Rustici, patrona della cappella. Il dipinto, uno dei suoi capolavori romani, unisce un linguaggio memore della sua origine fiorentina, nella tipologia sartesca dell'angelo, nelle accensioni coloristiche rossesche arricchite dal cangiantismo cromatico michelangiolesco, a spunti romani, come la grazia raffaellesca che nella Vergine si sposa con quella del Parmigianino o la scoperta dell'antico, nell'architettura e nel leggio scolpito e nel paesaggio di rovine nello sfondo.
Sopra l'altare della prima cappella di sinistra vi è un dipinto del fiammingo Maarten de Vos raffigurante l'Immacolata Concezione; in un locale annesso a quest'ultima si trovano, dal 1992, le spoglie mortali di Giorgio de Chirico, benefattore dei frati minori cui era particolarmente legato.
Nella sacrestia, all'interno di uno scenografico apparato di armadi barocchi, è conservata una tavola con San Francesco attribuita a Margaritone d'Arezzo (1275-1285 circa).
L'interno della chiesa è stato raffigurato dall'artista Nicola Rotiroti nel ciclo pittorico "Lo Re" dedicato alle chiese barocche romane.
La chiesa conserva le spoglie di San Carlo da Sezze, che vi trovò la morte nel 1670, tuttora visibili nella cappella a lui dedicata, posta sulla navata sinistra.

## Galleria d'immagini

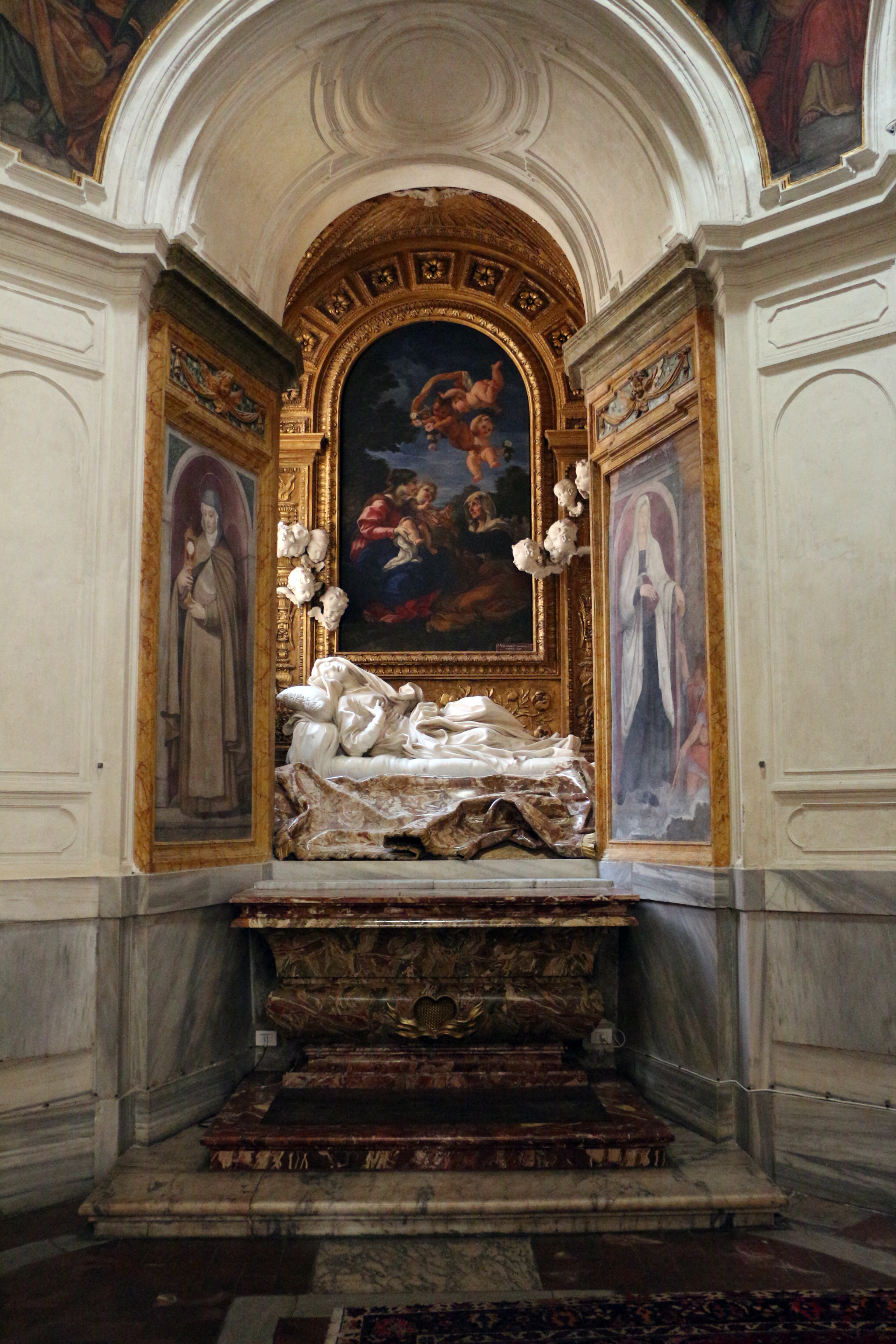
Cappella Paluzzi Albertoni
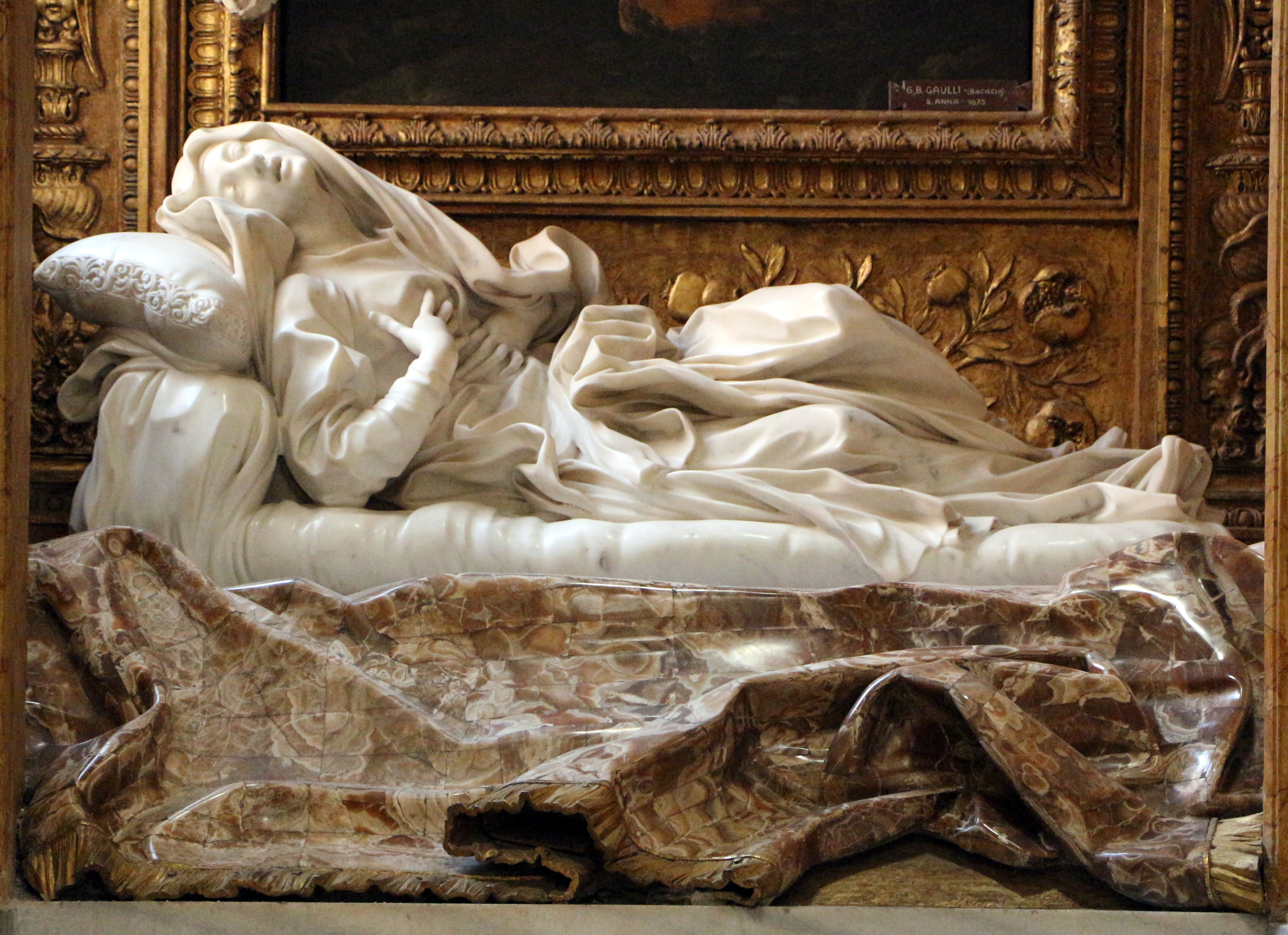
Beata Ludovica Albertoni di Gian Lorenzo Bernini
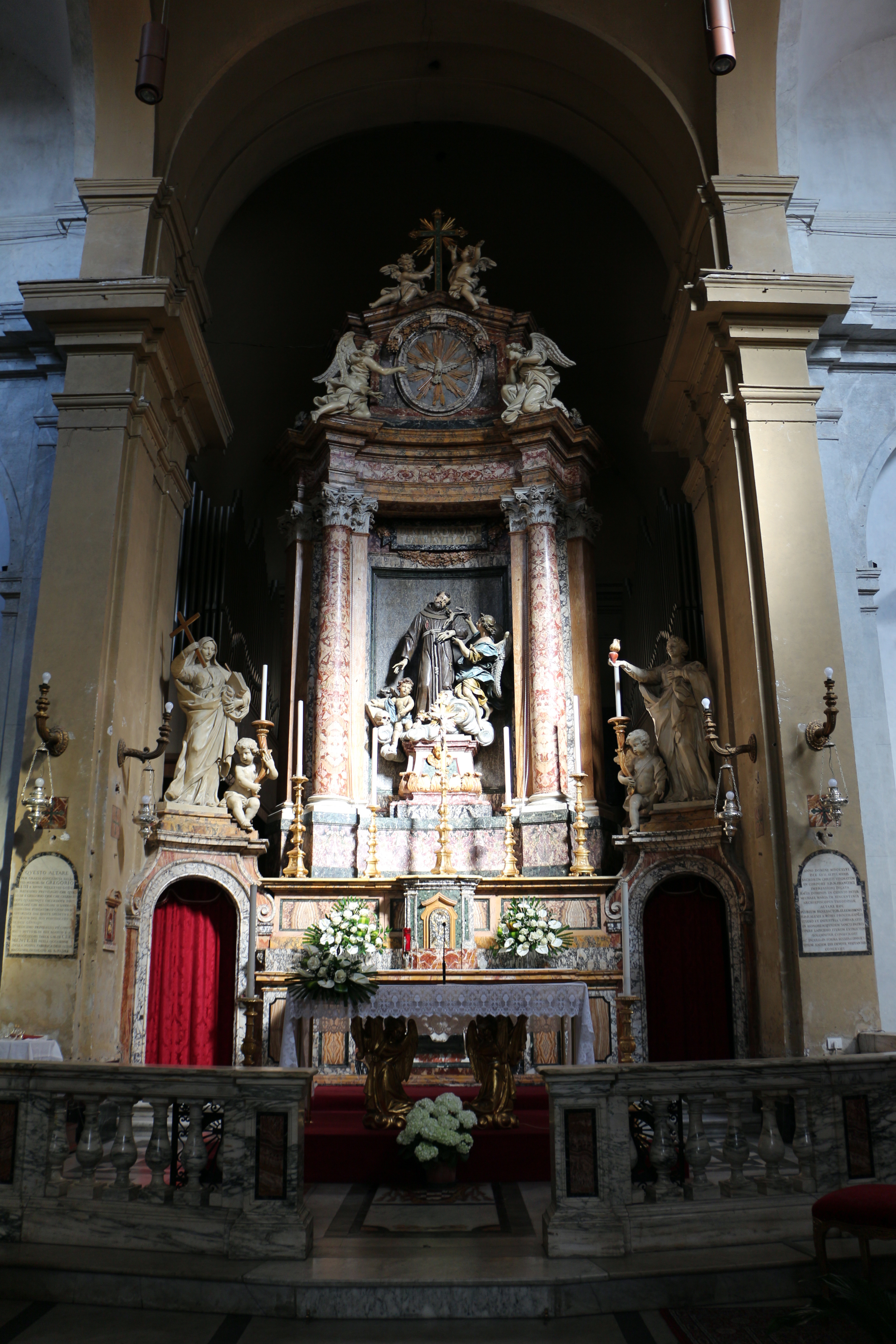
Altare maggiore
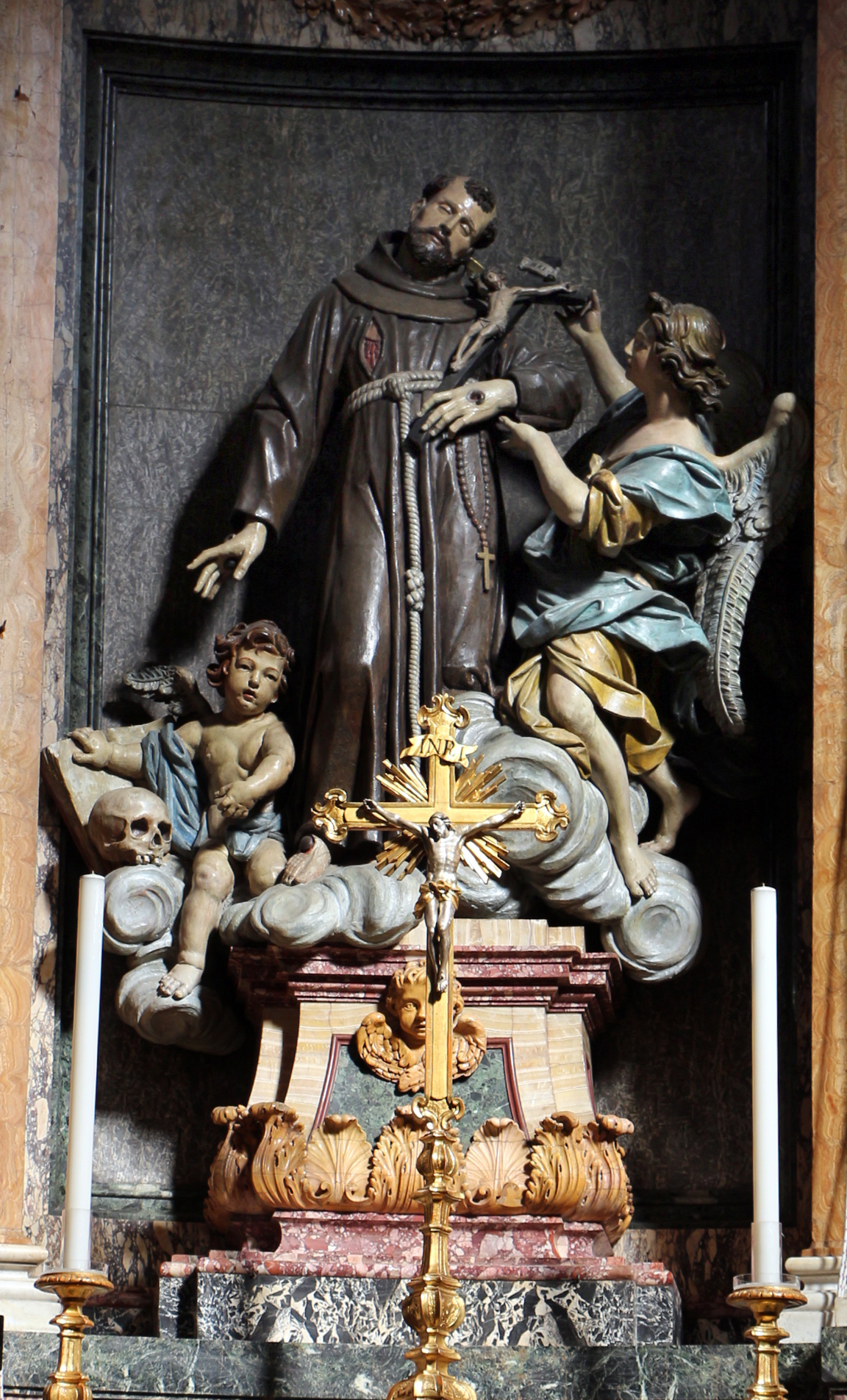
San Francesco attribuito a Diego da Careri
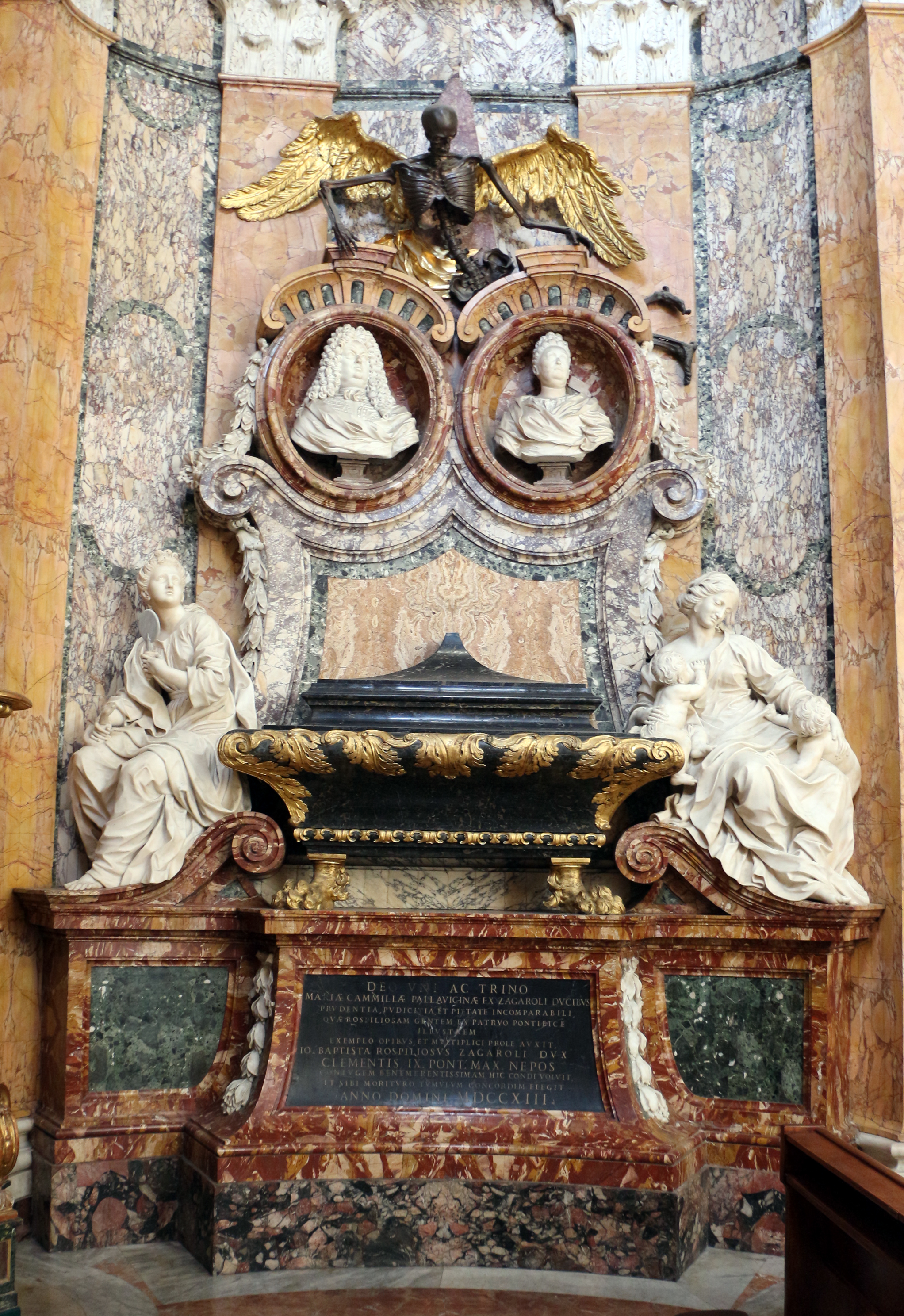
Monumento a Giovanbattista e Maria Camilla
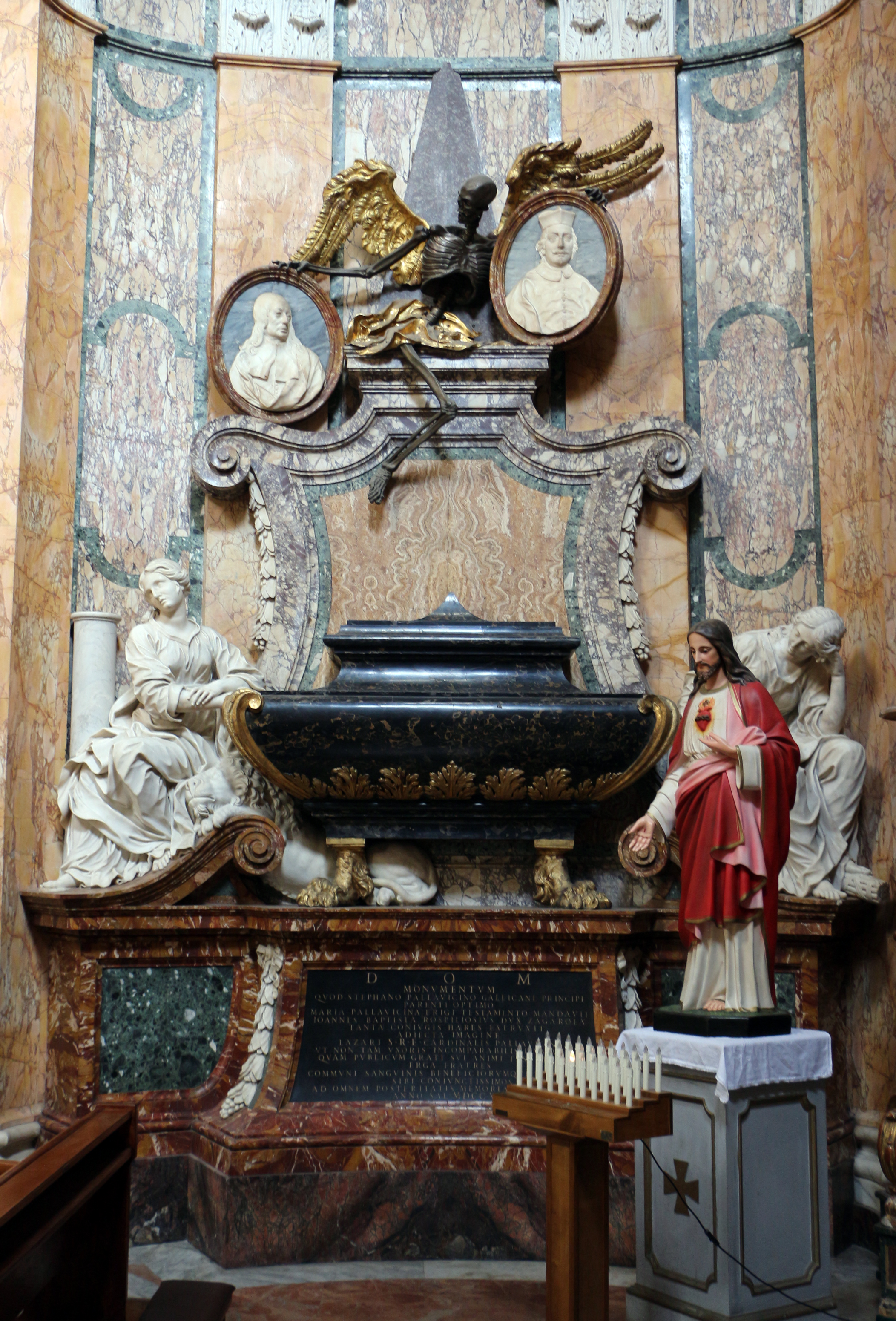
Monumento a Stefano e Lazzaro
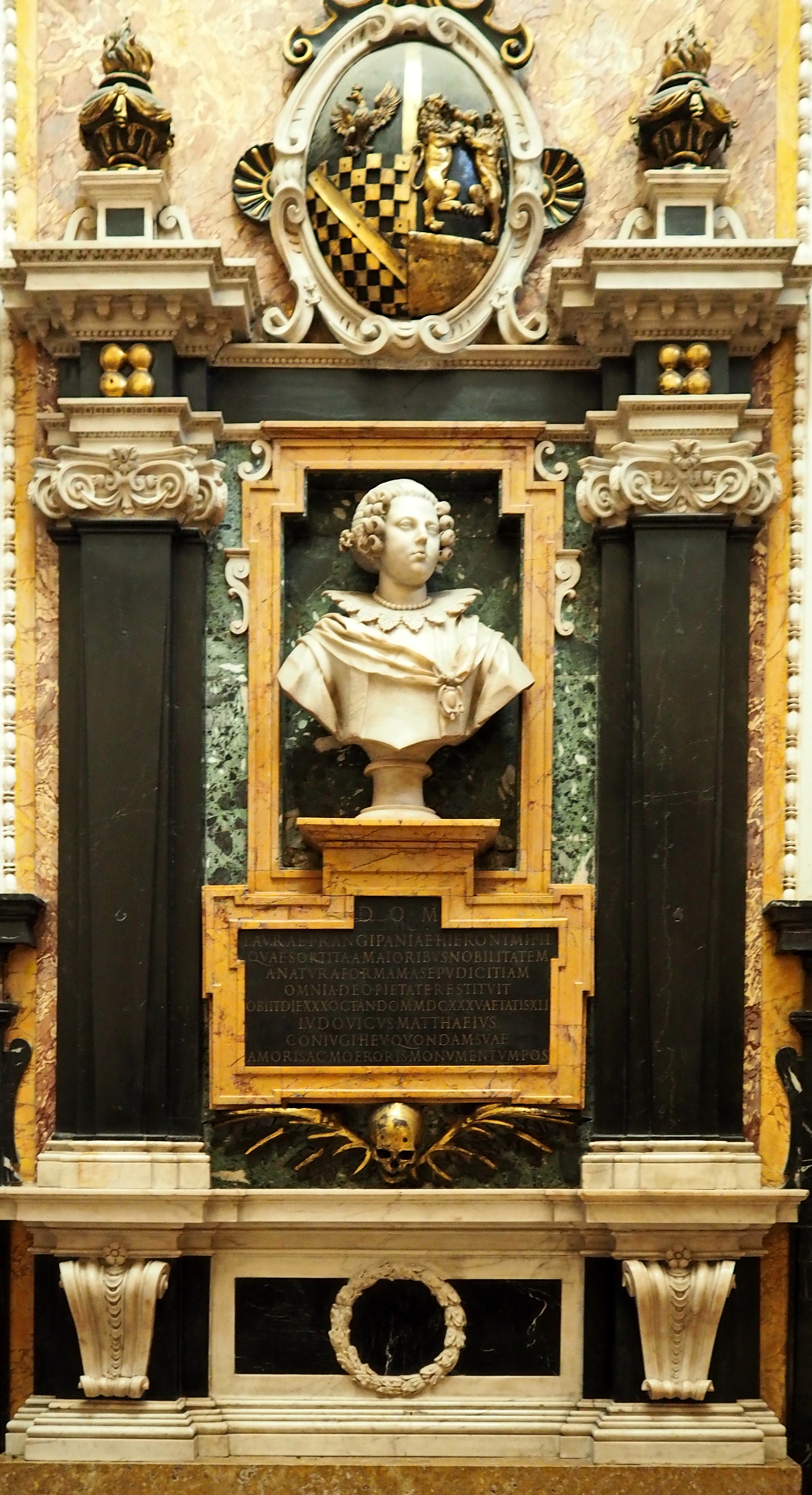
Monumento di Laura Frangipani
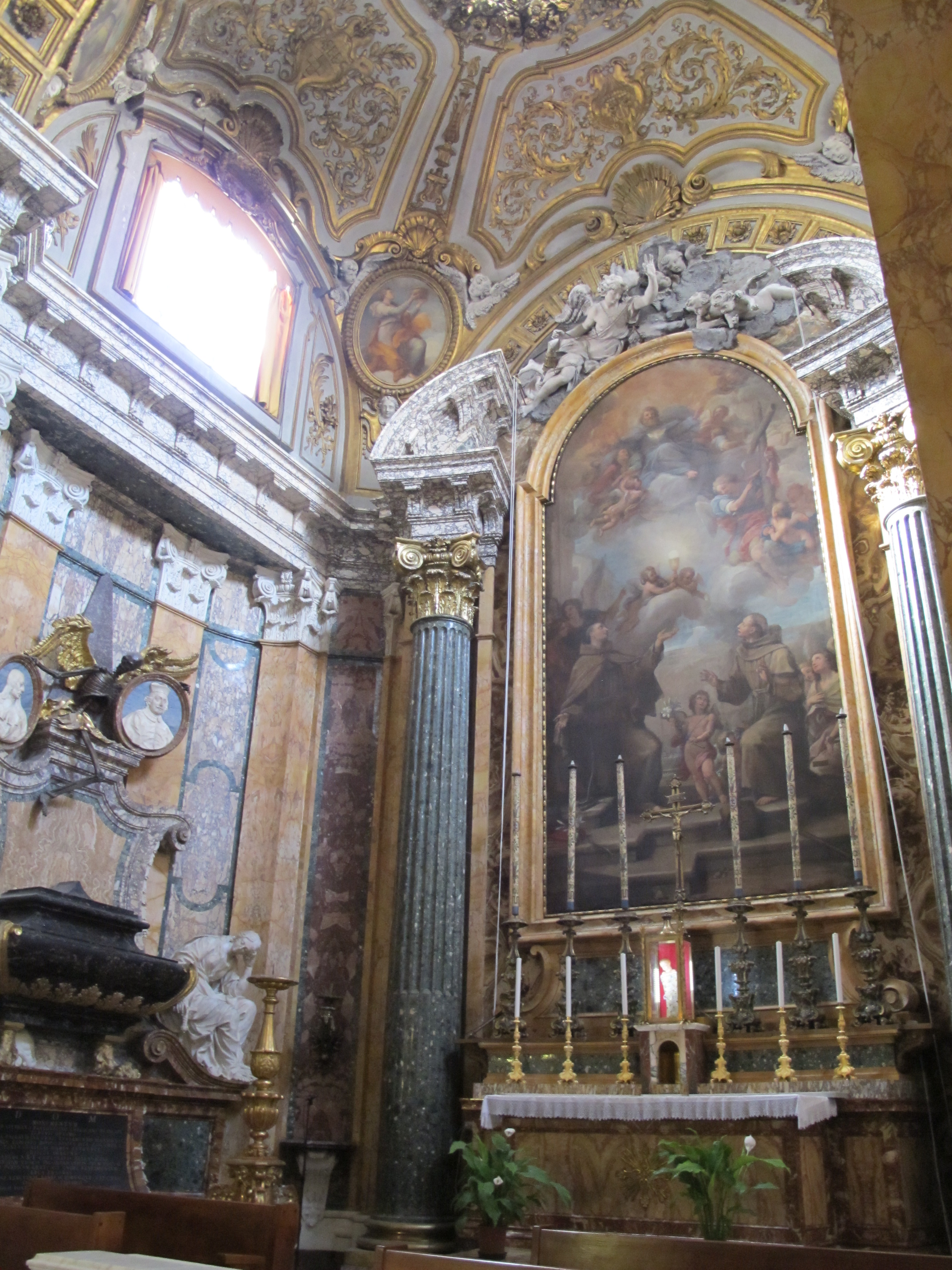
La cappella Rospigliosi-Pallavicini
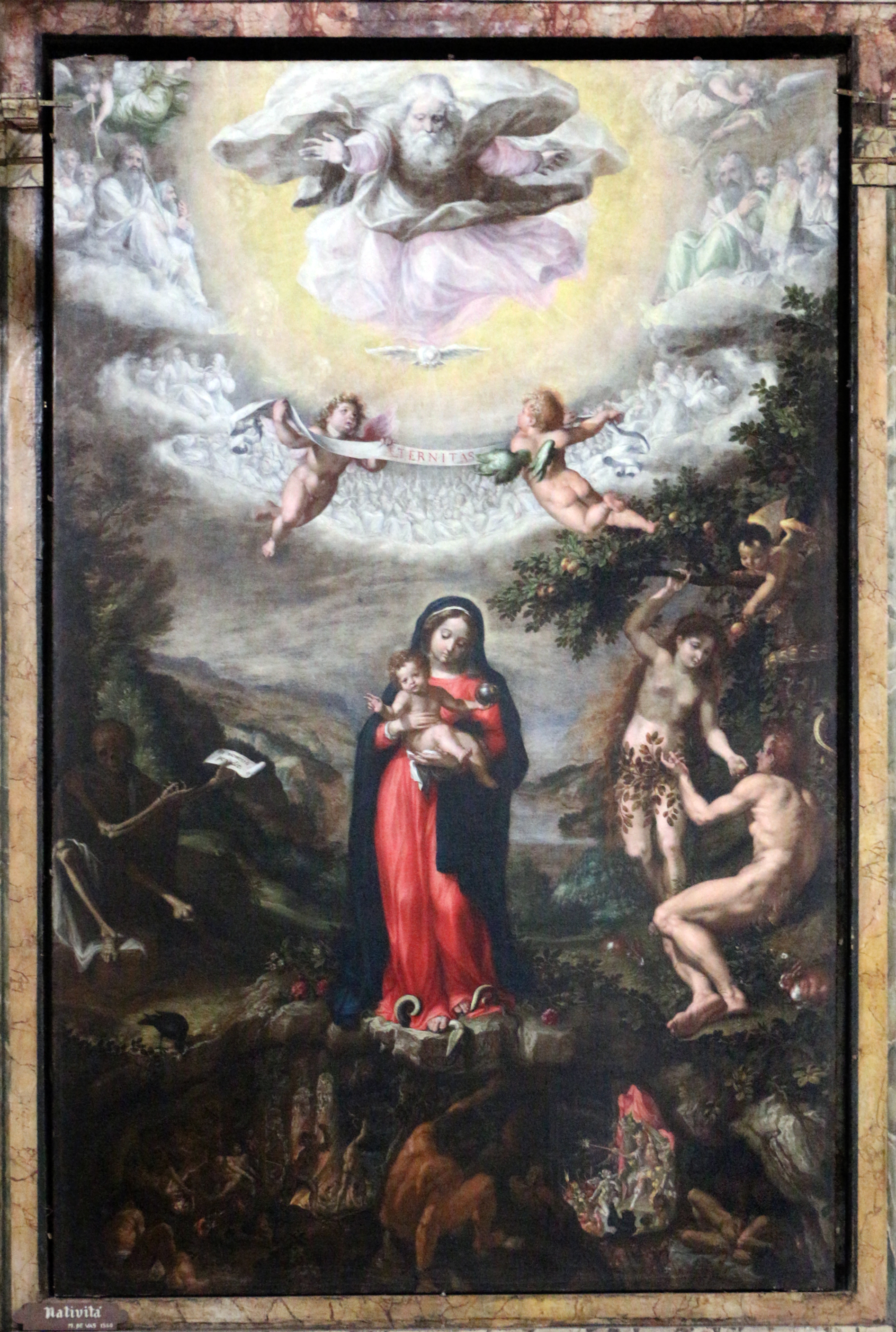
Immacolata Concezione di Maarten de Vos